# Oropallene minjerriba
Oropallene minjerriba là một loài nhện biển trong họ Callipallenidae. Loài này thuộc chi Oropallene. Oropallene minjerriba được miêu tả khoa học năm 2008 bởi Bamber.